# Pete Jacobs
Pete Jacobs (ur. 27 października 1981) – australijski triathlonista, mistrz świata Ironman Triathlon 2012.
Jako profesjonalny triathlonista w zawodach pod szyldem Ironman startuje od 2004. Jego specjalizacją jest dystans Ironman (3,86 km pływania, 180,2 km kolarstwa, 42,195 km biegu). Od tej pory jego największymi sukcesami były:
- 2. miejsce – Ironman Australia Zachodnia (2004)
- 2. miejsce – Ironman Wisconsin (2005)
- 3. miejsce – Challenge Roth (2007)
- 2. miejsce – Challenge Roth (2008)
- 2. miejsce – Ironman Australia (2009)
- 8. miejsce – Mistrzostwa Świata Ironman (2009)
- 3. miejsce – Ironman Australia Zachodnia (2010)
- 1. miejsce – Ironman Australia (2011)
- 2. miejsce – Mistrzostwa Świata Ironman (2011)
- 2. miejsce – Ironman Lake Placid (2012)
- 1. miejsce – Mistrzostwa Świata Ironman (2012)